# العلاقات الجنوب سودانية المنغولية
العلاقات الجنوب سودانية المنغولية هي العلاقات الثنائية التي تجمع بين جنوب السودان ومنغوليا.

## مقارنة بين البلدين
هذه مقارنة عامة ومرجعية للدولتين:
| وجه المقارنة                                              | جنوب السودان                  | منغوليا         |
| --------------------------------------------------------- | ----------------------------- | --------------- |
| المساحة (كم2)                                             | 619.75 ألف                    | 1.57 مليون      |
| عدد السكان (نسمة)                                         | 12.58 مليون                   | 3.08 مليون      |
| الكثافة السكانية (ن./كم²)                                 | 20.3                          | 1.96            |
| العاصمة                                                   | جوبا                          | أولان باتور     |
| اللغة الرسمية                                             | لغة إنجليزية                  | اللغة المنغولية |
| العملة                                                    | جنيه جنوب سوداني، جنيه سوداني | توغروغ منغولي   |
| الناتج المحلي الإجمالي (بليون دولار)                      | 2.90 مليار                    | 11.49 مليار     |
| الناتج المحلي الإجمالي (تعادل القوة الشرائية) بليون دولار | 22.88 مليار                   | 36.16 مليار     |
| الناتج المحلي الإجمالي الاسمي للفرد دولار أمريكي          | 73                            | 3.97 ألف        |
| الناتج المحلي الإجمالي للفرد دولار أمريكي                 | 2.02 ألف                      | 11.95 ألف       |
| مؤشر التنمية البشرية                                      | 0.467                         | 0.727           |
| رمز المكالمات الدولي                                      | +211                          | +976            |
| رمز الإنترنت                                              | .ss                           | .mn             |
| المنطقة الزمنية                                           | ت ع م+03:00                   | ت ع م+08:00     |

## منظمات دولية مشتركة
يشترك البلدان في عضوية مجموعة من المنظمات الدولية، منها:
| علم المنظمة | اسم المنظمة                               | تاريخ انضمام جنوب السودان | تاريخ انضمام منغوليا |
| ----------- | ----------------------------------------- | ------------------------- | -------------------- |
|             | مؤسسة التنمية الدولية                     | 18 أبريل 2012             | 14 فبراير 1991       |
|             | يونسكو                                    | 27 أكتوبر 2011            | 1 نوفمبر 1962        |
|             | وكالة ضمان الاستثمار متعدد الأطراف        | 18 أبريل 2012             | 21 يناير 1999        |
|             | الأمم المتحدة                             | 14 يوليو 2011             | 27 أكتوبر 1961       |
|             | الاتحاد البريدي العالمي                   | ?                         | ?                    |
|             | البنك الدولي للإنشاء والتعمير             | 18 أبريل 2012             | 14 فبراير 1991       |
|             | الاتحاد الدولي للاتصالات                  | 3 أكتوبر 2011             | 27 أغسطس 1964        |
|             | مؤسسة التمويل الدولية                     | 18 أبريل 2012             | 14 فبراير 1991       |
|             | المركز الدولي لتسوية المنازعات الاستشارية | 18 مايو 2012              | 14 يوليو 1991        |
|             | منظمة الشرطة الجنائية الدولية             | ?                         | ?                    |

## وصلات خارجية
- موقع وزارة الخارجية الجنوب سودانية
- موقع وزارة الخارجية المنغولية